# Wereldkampioenschappen noords skiën 2005
De wereldkampioenschappen noords skiën 2005 werden van 16 februari tot en met 27 februari georganiseerd in  Oberstdorf in het zuiden van Duitsland. Er stonden 19 onderdelen op het programma, 12 in het langlaufen, vier bij het schansspringen en drie bij de noordse combinatie Noorwegen sloot de WK als meest succesvolle land af met 19 medailles waaronder zeven gouden. 

## Resultaten

### Langlaufen

#### Mannen
| Onderdeel           | Goud                                                          | Goud | Zilver                                                        | Zilver | Brons                                                                | Brons |
| ------------------- | ------------------------------------------------------------- | ---- | ------------------------------------------------------------- | ------ | -------------------------------------------------------------------- | ----- |
| Sprint              | Vasilij Rotsjev                                               | RUS  | Tor Arne Hetland                                              | NOR    | Thobias Frederiksson                                                 | SWE   |
| 15 km vrije stijl   | Pietro Piller Cottrer                                         | ITA  | Fulvio Valbusa                                                | ITA    | Tore Ruud Hofstad                                                    | NOR   |
| 30 km achtervolging | Vincent Vittoz                                                | FRA  | Giorgio Di Centa                                              | ITA    | Frode Estil                                                          | NOR   |
| 50 km vrije stijl   | Frode Estil                                                   | NOR  | Anders Aukland                                                | NOR    | Odd-Bjørn Hjelmeset                                                  | NOR   |
|                     |                                                               |      |                                                               |        |                                                                      |       |
| Teamsprint          | Tore Ruud Hofstad Tor Arne Hetland                            | NOR  | Jens Filbrich Axel Teichmann                                  | GER    | Duzan Kozisek Martin Koukal                                          | CZE   |
| 4×10 km estafette   | Odd-Bjørn Hjelmeset Frode Estil Lars Berger Tore Ruud Hofstad | NOR  | Jens Filbrich Axel Teichmann Andreas Schlütter Tobias Angerer | GER    | Nicolaj Pankratov Vasilij Rotsev Jevgeni Dementjev Nicolaj Bolsjakov | RUS   |

#### Vrouwen
| Onderdeel           | Goud                                                                 | Goud | Zilver                                                                                    | Zilver | Brons                                                                | Brons |
| ------------------- | -------------------------------------------------------------------- | ---- | ----------------------------------------------------------------------------------------- | ------ | -------------------------------------------------------------------- | ----- |
| Sprint              | Emmelie Öhrstig                                                      | SWE  | Lina Anderssom                                                                            | SWE    | Sara Renner                                                          | CAN   |
| 10 km vrije stijl   | Kateřina Neumannová                                                  | CZE  | Julija Tsjepalova                                                                         | RUS    | Marit Bjørgen                                                        | NOR   |
| 15 km achtervolging | Julija Tsjepalova                                                    | RUS  | Marit Bjørgen                                                                             | NOR    | Kristin Størmer Steira                                               | NOR   |
| 30 km vrije stijl   | Marit Bjørgen                                                        | NOR  | Virpi Kuitunen                                                                            | FIN    | Natalja Baranova-Masalkina                                           | RUS   |
|                     |                                                                      |      |                                                                                           |        |                                                                      |       |
| Teamsprint          | Hilde Pedersen Marit Bjørgen                                         | NOR  | Riitta-Liisa Lassila Pirjo Manninen                                                       | FIN    | Julija Tsjepalova Alena Sidko                                        | RUS   |
| 4×5 km estafette    | Vibeke Skofterud Hilde Pedersen Kristin Størmer Steira Marit Bjørgen | NOR  | Larisa Koerkina Natalia Baranova-Masolkina Jevgenija Medvedeva-Abruzova Julija Tsjepalova | RUS    | Gabriella Paruzzi Antonella Confortola Sabina Valbusa Arianna Follis | ITA   |

## Medaillespiegel
| Plaats | Land       | Goud | Zilver | Brons | Totaal |
| 1      | Noorwegen  | 7    | 5      | 7     | 19     |
| 2      | Duitsland  | 2    | 5      | 0     | 7      |
| 3      | Rusland    | 2    | 2      | 3     | 7      |
| 4      | Oostenrijk | 2    | 0      | 2     | 4      |
| 5      | Finland    | 1    | 3      | 1     | 5      |
| 6      | Italië     | 1    | 2      | 1     | 4      |
| 7      | Tsjechië   | 1    | 1      | 2     | 4      |
| 8      | Zweden     | 1    | 1      | 1     | 3      |
| 9      | Slovenië   | 1    | 0      | 1     | 2      |
| 10     | Frankrijk  | 1    | 0      | 0     | 1      |
| 11     | Canada     | 0    | 0      | 1     | 1      |
| Totaal | Totaal     | 19   | 19     | 19    | 57     |

 Langlaufen · 
 Noordse combinatie · 
 Schansspringen
 Chamonix 1924 · 
Janské Lázně 1925 · 
Lahti 1926 ·
Cortina d'Ampezzo 1927 ·
 Sankt Moritz 1928 ·
Zakopane 1929 ·
Oslo 1930 ·
Oberhof 1931 ·
 Lake Placid 1932 ·
Innsbruck 1933 ·
Solleftea 1934 ·
Vysoké Tatry 1935 ·
 Garmisch-Partenkirchen 1936 ·
Chamonix 1937 ·
Lahti 1938 ·
Zakopane 1939 ·
Cortina d'Ampezzo 1941 ·
 Sankt Moritz 1948 ·
Lake Placid 1950 ·
 Oslo 1952 ·
Falun 1954 ·
 Cortina d'Ampezzo 1956 ·
Lahti 1958 ·
 Squaw Valley 1960 ·
Zakopane 1962 ·
 Innsbruck 1964 ·
Oslo 1966 ·
 Grenoble 1968 · 
Vysoké Tatry 1970 ·
 Sapporo 1972 ·
Falun 1974 ·
 Innsbruck 1976 ·
Lahti 1978 ·
 Lake Placid 1980 ·
Falun 1980 ·
Oslo 1982 ·
Rovaniemi/Engelberg 1984 ·
Seefeld 1985 ·
Oberstdorf 1987 ·
Lahti 1989 ·
Val di Fiemme 1991 ·
Falun 1993 ·
Thunder Bay 1995 ·
Trondheim 1997 ·
Ramsau am Dachstein 1999 ·
Lahti 2001 ·
Val di Fiemme 2003 ·
Oberstdorf 2005 ·
Sapporo 2007 ·
Liberec 2009 ·
Oslo 2011 ·
Val di Fiemme 2013 ·
Falun 2015 ·
Lahti 2017 ·
Seefeld 2019 ·
Oberstdorf 2021 ·
Planica 2023